# Platygaster piso
Platygaster piso är en stekelart som beskrevs av Sundholm 1970. Platygaster piso ingår i släktet Platygaster och familjen gallmyggesteklar. Inga underarter finns listade i Catalogue of Life.